# タナグラの戦い (紀元前426年)
タナグラの戦い（英語: Battle of Tanagra）はペロポネソス戦争において紀元前426年にアテナイ軍とタナグラ・テバイ連合軍との間で戦われた戦闘である。
紀元前426年の夏にアテナイはニキアス指揮の下に60隻の艦隊と2000人の重装歩兵を、アテナイとの同盟を強制するためにメロス島へと送った。アテナイ軍はメロス島を荒らし回ったものの、メロス人は屈服しなかったため、アテナイ軍は撤退した。その後、ニキアスはボイオティア沿岸のオポロスに上陸し、タナグラへと向った。ニキアスはタナグラでヒッポニコスとエウリュメドンの軍と合流し、野営した。翌日、アテナイ軍は向ってきたタナグラとテバイの連合軍と戦ってそれを破り、引き上げた。